# Planalto da Europa Central

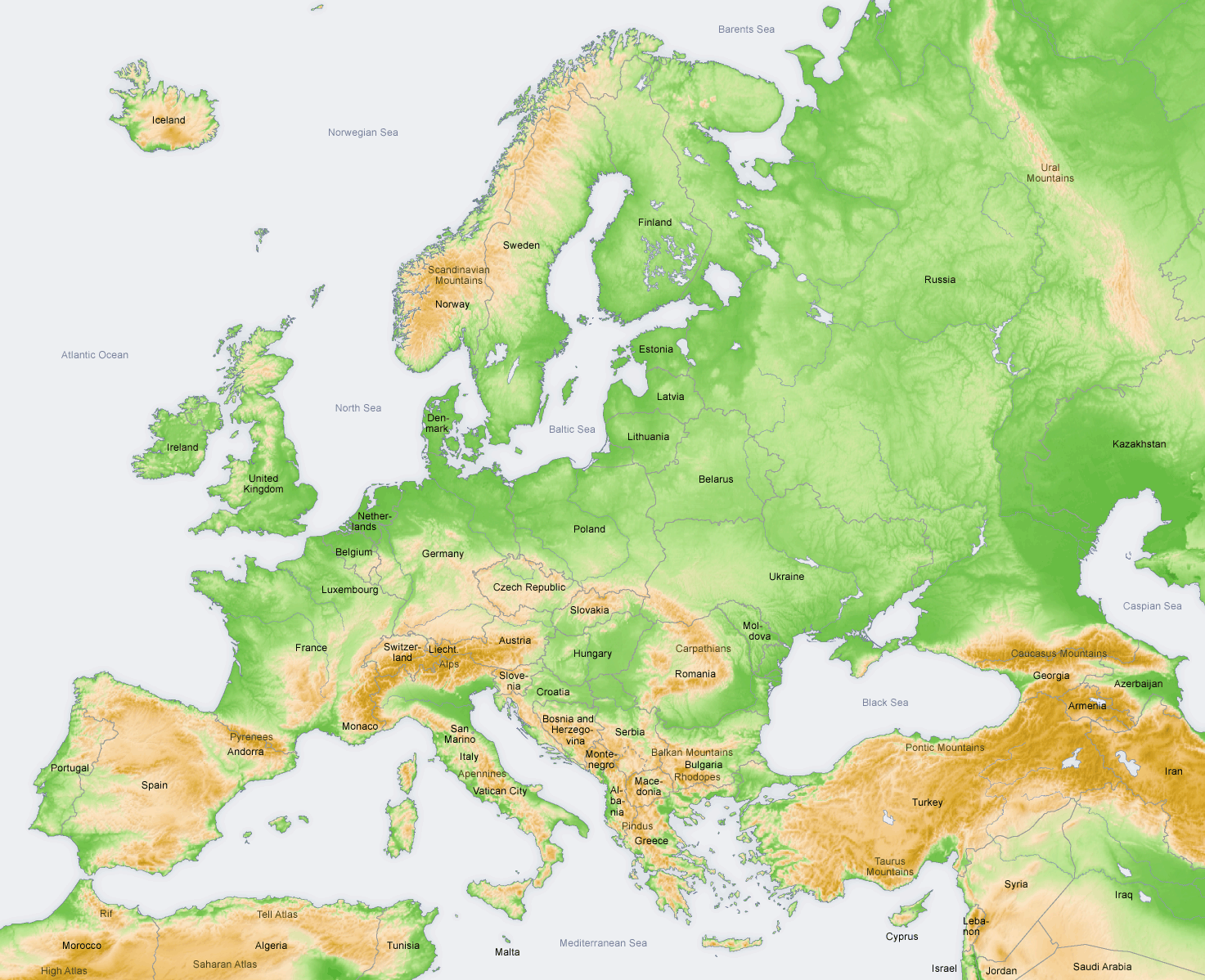
Topografia da Europa

O Planalto Central Europeu, também conhecido como Planalto da Europa Central ou Planalto da Europa Central e Oriental, é uma extensa e significativa característica geográfica que se estende por várias nações da Europa. Este planalto desempenhou um papel crucial na história, cultura e desenvolvimento econômico da região, e continua a influenciar aspectos importantes da vida europeia até os dias de hoje. Os Planaltos da Europa Central são os planaltos que se estendem de oeste a leste pela Europa Central incluindo partes do leste e sul da França, sul da Alemanha, partes da Bélgica, República Tcheca e norte da Suíça e Áustria. Se localizam entre os Alpes e a planície europeia setentrional. São partes do planalto centras as colinas das Ardenas e a Floresta Negra.
Localização e Extensão
O Planalto Central Europeu abrange uma vasta área que se estende desde a França, na parte ocidental, até a Rússia, na parte oriental. Ele se estende ao longo de aproximadamente 2.000 quilômetros de comprimento e varia em largura, cobrindo partes significativas de países como Alemanha, Polônia, República Tcheca, Eslováquia, Hungria, Áustria e partes da Ucrânia e da Rússia.
Características Geográficas
Este planalto é caracterizado por sua topografia relativamente plana ou levemente ondulada, com altitudes médias variando de algumas centenas a cerca de mil metros acima do nível do mar. Ele é atravessado por uma série de rios importantes, como o Danúbio, o Vístula e o Elba, que desempenharam um papel vital no desenvolvimento histórico e econômico da região.
Além das planícies, o Planalto Central Europeu também possui algumas áreas de colinas e montanhas, especialmente nas suas margens, onde se funde com outros sistemas montanhosos, como os Cárpatos, os Sudetos e os Alpes.
Importância Histórica e Cultural
O Planalto Central Europeu foi o cenário de inúmeros eventos históricos importantes ao longo dos séculos. Ele foi habitado por várias civilizações antigas, como os celtas, os germânicos e os eslavos, que deixaram um legado duradouro na região em termos de cultura, língua e arquitetura.
Durante a Idade Média, o planalto foi o coração do Sacro Império Romano-Germânico, um dos mais poderosos estados da Europa medieval. Mais tarde, durante os séculos XIX e XX, o planalto testemunhou as rivalidades geopolíticas entre os impérios europeus e foi o palco de inúmeros conflitos, incluindo as guerras napoleônicas e as duas guerras mundiais.
Desenvolvimento Econômico e Atualidades
Atualmente, o Planalto Central Europeu continua a ser uma região vital para a economia europeia. Suas vastas planícies férteis sustentam uma agricultura diversificada e produtiva, enquanto suas cidades e centros industriais são importantes para a produção de manufaturados e serviços. Além disso, o planalto também é uma importante rota de transporte, com uma extensa rede de estradas, ferrovias e vias navegáveis que ligam as principais cidades e portos da região.

Em termos de desafios contemporâneos, o Planalto Central Europeu enfrenta questões como a preservação ambiental, o desenvolvimento sustentável e a integração econômica e política dentro da União Europeia. O Planalto Central Europeu é mais do que apenas uma característica geográfica; é um marco histórico, cultural e econômico que desempenhou e continua a desempenhar um papel crucial na história e no desenvolvimento da Europa.